# James Fearnley
Pour les articles homonymes, voir Fearnley.
James Fearnley, né le 9 octobre 1954 à Worsley, est un musicien anglais. Il joue de l'accordéon dans le groupe de folk/punk The Pogues.

## Biographie
Enfant, James Fearnley fait partie d'un chœur, comme baryton, mais sa voix mue à 16 ans. Dès lors, il prend des leçons de piano, mais cela ne lui plait pas, il choisit alors d'apprendre la guitare. Il joue avec le chanteur Nick Wade et plus tard, avec un groupe dénommé les Mixers. Puis il devient le guitariste de la dernière mouture de The Nips, le groupe de Shane MacGowan.
Fearnley vend sa guitare et passe un an à écrire un roman. En 1982, MacGowan et Jem Finer cherchent un accordéoniste pour leur dernier projet. MacGowan sait que Fearnley a pris des cours de piano et pense qu'il sera capable de jouer de l'accordéon. Un jour Finer se rend à l'appartement de Fearnley avec un accordéon dans un sac de linge sale et le convainc de faire un essai qui s'avéra concluant. Il se faisait appeler 'maestro' parce qu'il savait écouter les instruments.
En 1989, il se marie avec l'actrice Danielle von Zerneck et achète une maison à Los Angeles. Il quitte les Pogues en 1994 à cause du lourd calendrier de tournées du groupe et préfère passer plus de temps avec sa famille. Il a toutefois effectué depuis plusieurs tournées avec le groupe.
Le groupe était composé à l'époque de Shane MacGowan (chant), Shanne Bradley (basse) et Jon Moss (percussions).   

## Filmographie
- 1986 : Straight to Hell : Jimmy McMahon (bande son et acteur)
- 1986 : Sid and Nancy (bande son)